# 剛果褐蛇鰻
剛果褐蛇鰻為輻鰭魚綱鰻鱺目糯鰻亞目蛇鰻科的其中一種，分布於東大西洋的剛果海域，體長可達62.3公分，棲息在沙泥底質的海灣，屬肉食性。

## 擴展閱讀
維基物種上的相關：剛果褐蛇鰻